# ماریپاسئولا
ماریپاسئولا (به فرانسوی: Maripasoula) یک کمون در فرانسه است که در Canton of Maripasoula واقع شده‌است.

## خصوصیات
ماریپاسئولا ۱۸٬۳۶۰ کیلومترمربع مساحت و ۵٬۵۸۴ نفر جمعیت دارد.